# Toprakkale (Osmaniye)
Pour les articles homonymes, voir Toprakkale.
Toprakkale (en turc : « Forteresse de la terre » ; Tell Hamdoun, en arabe : tall ḥamdūn, تل حمدون ; T'il Hamtun en arménien : Թիլ Համտւն) est un chef lieu de district de la province d'Osmaniye. C'est un nœud routier et ferroviaire carrefour des routes européennes E 90 (Adana - Osmaniye) et E 91 (Adana - İskenderun - Antakya).
La forteresse qui lui donne son nom est à 2 km au sud-ouest de l'agglomération. Cette forteresse est construite en pierre basaltique.